# Attogon
Attogon är ett arrondissement i kommunen Allada i Benin. Den hade 6 230 invånare år 2002.